# 欧洲联合左翼联盟党团
欧洲联合左翼联盟党团（英語：Confederal Group of the European United Left）是过去的一个欧洲议会党团。该党团成立于1994年7月19日，由来自于社会主义政党和共产主义政党的欧洲议会议员组成。该党团的议员来自于法国共产党、葡萄牙共产党、希腊共产党、意大利重建共产党、西班牙联合左翼和希腊运动和生态左翼联盟。
1995年，欧盟的扩大导致了“北欧绿色左翼”党团的创立，“北欧绿色左翼”党团由来自于芬兰左翼联盟、瑞典左翼党和丹麦社会主义人民党的欧洲议会议员组成。1995年1月6日，“北欧绿色左翼”党团与欧洲联合左翼联盟党团合并为“欧洲联合左翼/北欧绿色左翼”党团。